# 2012年奥罗拉枪击事件
2012年奥罗拉枪击事件是指发生在2012年7月20日清晨，美国科罗拉多州奥罗拉市《黑暗騎士：黎明昇起》電影首映式上的枪击事件，一名头戴防毒面具的枪手向奥罗拉中心（Town Center of Aurora）购物中心世紀16電影院（Century 16）内正观看电影新片的观众进行扫射，并投掷了一枚催泪弹。共造成12人死亡，58人受伤。 在2016年奧蘭多夜店槍擊案前，这是美国历史上在和平时期傷亡總人數最多的枪击事件，本槍擊案地點距離1999年科倫拜校園槍擊事件案發地點只有13英里（約20.8公里）。犯罪嫌疑人詹姆斯·伊根·霍尔姆斯随后在电影院被逮捕。

## 过程
这次袭击发生在毗邻镇中心的奥罗拉商场世纪电影院第九放映厅。枪手买了票，走进电影院。据联邦调查局调查，他离开了紧急出口，穿上黑色服装保护，并从停在后面出口的车上拿了武器。大约半个小时后他通过紧急出口返回。奥罗拉警察局长Dan Oates表示：“他的所有装扮均为黑色，他身穿防弹头盔、战术防弹背心、防弹绑腿、咽喉保护和防毒面具，戴着黑色的战术手套”。Oates也在7月20日中午的新闻发布会上说，在电影院内枪手使用两个设备“点燃一些刺激性烟雾”分散观众。枪手使用史密斯威森的AR-15（M&P15）半自动步枪、雷明登870泵動式霰彈槍和.40口径的格洛克手枪向电影院的人群开枪。第二把格洛克手枪在枪手停在电影院后面的白色现代车内被发现。
当枪手返回放映厅时大多数观众没有觉得什么，他穿着古怪，但其他人只认为他是为电影而打扮，只是一个恶作剧，直到他开始放烟雾，并用武器射击。
影片中的第一开枪的场景时，蒙面枪手扔了一个冒烟的罐子，遮挡了观众的部分视线。他开始向观众开火。首先他向天花板放枪，紧接着向放映厅后面射击，之后射击通过过道的人。一些子弹穿墙打到隔壁的第八放映厅，其中正在放映同一部电影，许多人被打伤。一位观众看到了枪手走向出口，把门关闭并阻止他前进。
在0:39警方接到第一个911报警电话，警察到达现场不到90秒，立即逮捕犯罪嫌疑人。袭击发生后警方询问了200多名证人，调查人员认为，枪手是自己行动。他在袭击事件发生60天前，买了约7000发子弹。在攻击中使用的枪支和弹药均为合法购买，枪是在当地的枪店买的，弹药是从网上订购。

### 枪击事件后
警方在剧院后他的车旁逮捕了不抵抗的枪手霍尔姆斯。调查人员从车内和电影院内回收了几把枪。被捕时犯罪嫌疑人的头发是染红的，他称自己是“小丑”。霍尔姆斯被单独关押，2012年7月23日出庭。

## 受害者
此次槍擊事件造成10人当场死亡，2人在医院死亡。初步报告说，有50或53人受伤。数字随后被更新为70人被枪击，12人死亡和58人受伤。根据美國廣播公司新闻報導指出，受害者的人数使这次事件成为美国历史上伤亡总人数最多的枪击事件（但並非死亡人數最多的事件）。
伤者被送到附近的儿童医院、丹佛健康医疗中心、奥罗拉医疗中心、帕克台安医院、瑞典医院、罗斯医疗中心、大学医院，以及在袭击现场设立的一个临时医院内治疗。未受伤的证人被送往附近的一所高中内。受害者的年龄介于3个月至51岁之间，最年轻的伤者是在大学医院治疗的3个月大的男孩，他已出院。公众和华纳兄弟公司已捐款近200万美元，以帮助受害者。
第一个公开确认已被杀害的是24岁的体育作家Jessica Ghawi，笔名Jessica Redfield，此前她已在2012年6月多伦多伊顿中心的枪击中存活。
| 姓               | 名        | 年龄 |
| ---------------- | --------- | ---- |
| Ghawi (Redfield) | Jessica   | 24   |
| McQuinn          | Matt      | 27   |
| Medek            | Micayla   | 23   |
| Sullivan         | Alex      | 27   |
| Blunk            | Jonathan  | 26   |
| Boik             | Alexander | 18   |
| Childress        | Jesse     | 29   |
| Cowden           | Gordon    | 51   |
| Larimer          | John      | 27   |
| Sullivan         | Veronica  | 6    |
| Teves            | Alexander | 24   |
| Wingo            | Rebecca   | 32   |

| 姓        | 名          | 年龄 | 损伤                 |
| --------- | ----------- | ---- | -------------------- |
| Barton    | Stephen     | 22   | 霰弹枪伤到颈部       |
| Fry       | Jacci       | 23   | 被弹片击中           |
| Golditch  | Zach        |      | 右耳下方有伤口       |
| Legarreta | Patricia    |      | 不明                 |
| Lumba     | Ryan        | 17   | 腹部中弹，接受手术   |
| O'Farrill | Pierce      |      | 手臂和脚被击中       |
| Pourciau  | Bonnie Kate | 18   | 膝盖被击中           |
| Ropoza    | Chris       | 28   | 背部被子弹擦过       |
| Rottman   | Carey       | 27   | 左大腿枪伤           |
| Weaver    | Marcus      | 41   | 肩膀上两发子弹被击中 |
| Yowler    | Samantha    |      | 子弹打到腿上         |

## 犯罪嫌疑人

### 背景
枪手是當時24岁的白人男子詹姆斯·伊根·霍爾姆斯（James Eagan Holmes）（生于1987年12月13日），在加州聖地牙哥长大。据邻居说，他们家在当地的长老教会十分活跃。他于2006年在聖地牙哥的托里高地社区Westview高中毕业，在那里他喜欢踢足球和越野跑。2010年，他在加州大學河濱分校获得了神经科学最高荣誉学士学位。他还是几个荣誉协会的成员，包括Phi Beta Kappa和金钥匙国际荣誉协会。大學畢業後他沒找到全職工作在住家附近的麥當勞打工，他的鄰居說他看起來情緒低落很消沉。之後霍尔姆斯在科罗拉多州丹佛大学攻读神经科学博士学位。2012年，他的学习成绩下降，在春季综合考试表现不佳。雖然大学不打算将他开除。然而，他自己选择退学。他本人先前除了一次因为超速駕駛而受罚之外，没有其他任何犯罪纪录。

### 住处
他身穿防弹衣，戴着防毒面具。在影院停车场发现了他的车，车上有步枪、猎枪和手枪。犯罪嫌疑人并没有抗拒逮捕。被捕后，他告诉警察，在他居住的地方有爆炸诡雷。警方对他住处周围进行了疏散，联邦调查局特工和警察使用梯子进入霍尔姆斯的公寓，在那里他们使用一个攝影機安装在杆子上进行调查，并证实，该公寓确实有爆炸装置。警方表示“诡雷的样子看起来非常复杂。”7月21日，拆除了爆炸装置。
协同调查的美国联邦调查局说，到目前为止，没有迹象表明枪击事件同恐怖主义行动有关。

### 出庭受审
2012年7月23日，头发染成橘红色的霍尔姆斯身穿红色囚服出现在科罗拉多州的法庭上，由法官发出的强制性保护令，并任命了一个公共辩护人。霍尔姆斯什么也没说，也不看着法官，似乎一路睡意浓厚。
检察官正在考虑是否寻求死刑。
2012年7月30日，科罗拉多州检察官对霍尔姆斯提出正式指控，其中包括24项一级谋杀罪，116项谋杀未遂，藏有爆炸装置，并煽动暴力等罪名。

## 判決結果
2015年8月8日陪審團裁定，2012年美國科羅拉多州戲院槍擊案的槍手荷姆斯（James Holmes）免死，但將遭判不得假釋的無期徒刑。

## 各方反应

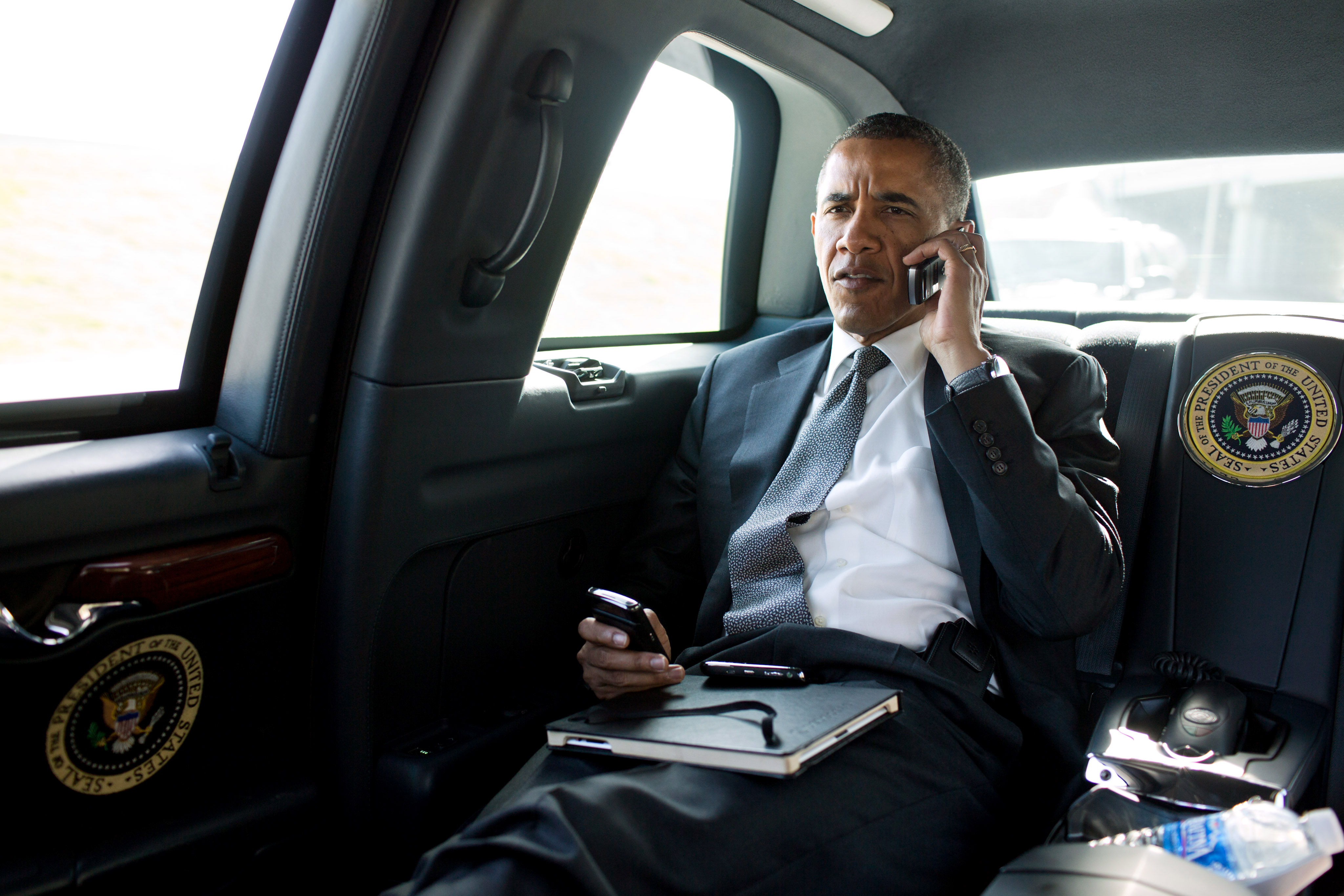
奥巴马与奥罗拉市市长Steve Hogan通电话

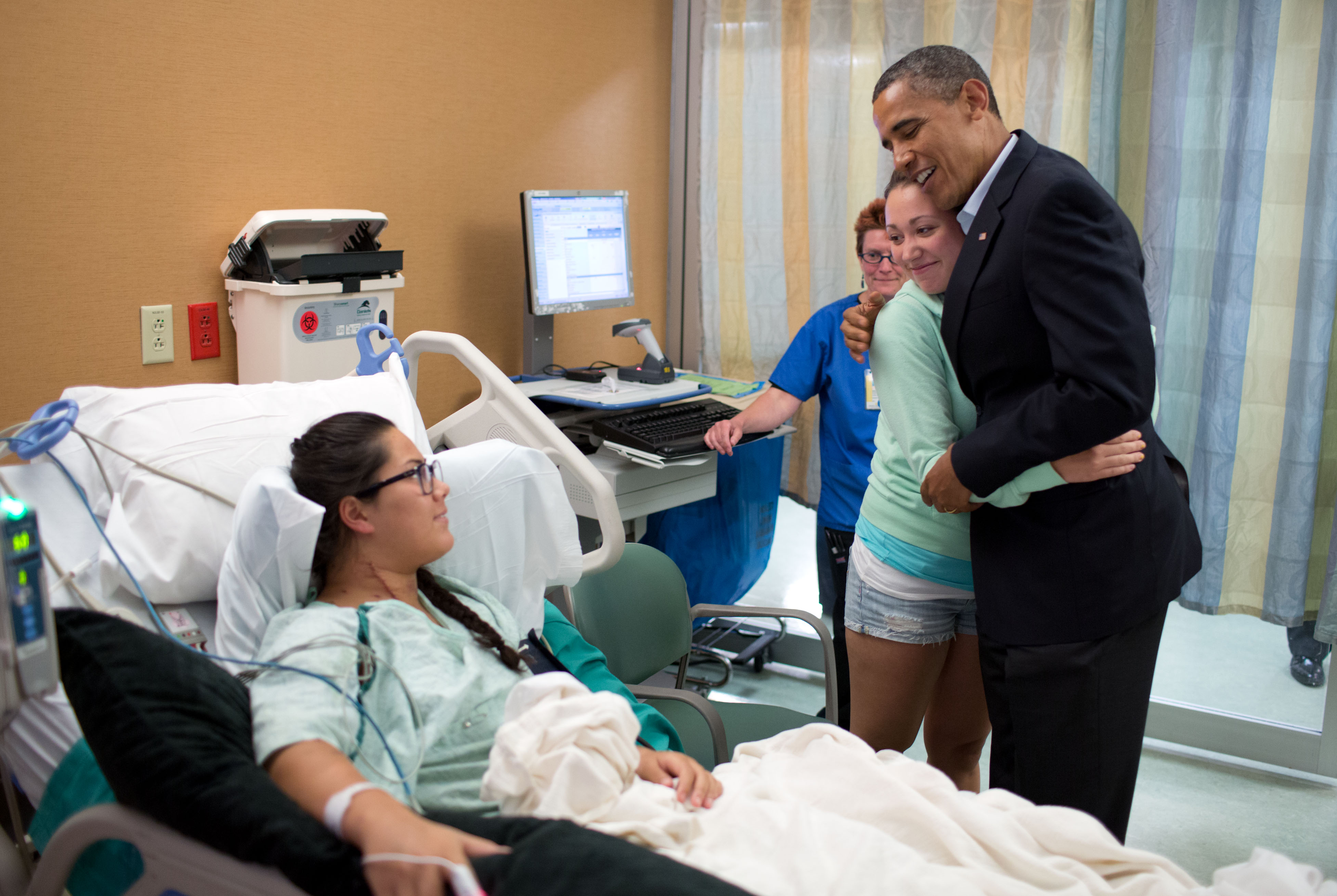
2012年7月22日奥巴马访问在科罗拉多大学医院的枪击事件中的伤者

美国总统奥巴马称事件为“可怕的悲剧”，并表示“我们正致力于把肇事者绳之以法，确保我国人民的安全，并照顾那些受伤人士”。奥巴马将取消第二天他在佛罗里达州的竞选活动，并返回白宫。奥巴马总统谴责枪击，并向受害者及其家属表示慰问，他还下令政府建筑的国旗下半旗以哀悼遇难者，直至7月25日。2012年7月22日奥巴马访问奥罗拉，会见枪击事件受害者和家属，以及州政府和地方政府官员，在奥罗拉发表了全国电视讲话。
民主党和共和党总统候选人在枪击事件后均暂停了在科罗拉多州的政治宣传。
前马萨诸塞州州长、共和党总统候选人米特·罗姆尼说他和他的妻子对枪击事件“深感痛心”。称这是“毫无意义的暴力”，并表示，“我们为承受巨大悲痛的遇难者家属祈祷。”
美國國土安全部珍妮特·納波利塔諾表示她对“可怕的枪击事件感到难过”，她已指示国土安全部对正在进行的调查提供任何必要的支持。
世界上许多领导人在枪击事件发生后表示哀悼，其中包括英国女王伊丽莎白二世，法国总统弗朗索瓦·奥朗德，以色列总理本雅明·内塔尼亚胡，俄罗斯总统弗拉基米尔·普京和教皇本笃十六世。

电影官方网站在事件发生后登出的缅怀书

克里斯托弗·诺兰代表全剧组人员撰写了缅怀声明，表示“电影院是我的家，在那个清白美好的地方施以如此不可容忍的野蛮暴力，对我来说是毁灭性的。没有人能够表达我们对这场可怕罪行里无辜受害者的感受，但我们的思想与他们及他们的家人同在。”，并显示在电影官方网站的主页上。7月24日蝙蝠侠的扮演者克里斯蒂安·贝尔和妻子探望了事件受害者。
电影《黑暗騎士：黎明昇起》的发行商华纳兄弟娱乐公司表示对枪击事件深感难过，并宣布取消原定于巴黎举行的全球首映式。电影在芬兰的宣传活动已经暂停。另外，某些版本的电影电视广告也已被取消。此外，華納將原本預定於9月7日上映的电影《風雲男人幫》（Gangster Squad）的发行日期延至2013年1月11日，原因是其內容有黑道持槍掃射的片段，部分畫面重拍。
AMC院線表示将不再接纳戴着面具或拿着武器的客人。
7月20日晚上，有民众在现场举行了烛光集会。